# Thermonotus nigriventris
Thermonotus nigriventris är en skalbaggsart som beskrevs av Stephan von Breuning 1959. Thermonotus nigriventris ingår i släktet Thermonotus och familjen långhorningar.
Artens utbredningsområde är Myanmar. Inga underarter finns listade i Catalogue of Life.